# Hirokazu Ishihara
Hirokazu Ishihara (石原 広教?, Ishihara Hirokazu; Fujisawa, 26 febbraio 1999) è un calciatore giapponese, difensore degli Urawa Reds.

## Caratteristiche tecniche
È un difensore centrale.

## Carriera

### Club
Cresciuto nel settore giovanile dello Shonan Bellmare, ha esordito in prima squadra il 9 aprile 2017 disputando l'incontro di J2 League vinto 2-3 contro il Tokyo Verdy.

### Nazionale
Ha giocato nelle nazionali giovanili giapponesi Under-17 ed Under-23.

## Statistiche

### Presenze e reti nei club
Statistiche aggiornate al 19 settembre 2021.
| Stagione               | Squadra                | Campionato             | Campionato | Campionato | Coppe nazionali | Coppe nazionali | Coppe nazionali | Coppe continentali | Coppe continentali | Coppe continentali | Altre coppe | Altre coppe | Altre coppe | Totale | Totale |
| Stagione               | Squadra                | Comp                   | Pres       | Reti       | Comp            | Pres            | Reti            | Comp               | Pres               | Reti               | Comp        | Pres        | Reti        | Pres   | Reti   |
| ---------------------- | ---------------------- | ---------------------- | ---------- | ---------- | --------------- | --------------- | --------------- | ------------------ | ------------------ | ------------------ | ----------- | ----------- | ----------- | ------ | ------ |
| 2016                   | Shonan Bellmare        | J1                     | 0          | 0          | CG+CdL          | 1+1             | 0               |                    | -                  | -                  |             | -           | -           | 2      | 0      |
| 2017                   | Shonan Bellmare        | J2                     | 10         | 0          | CG              | 2               | 0               |                    | -                  | -                  |             | -           | -           | 12     | 0      |
| 2018                   | Shonan Bellmare        | J1                     | 7          | 0          | CG+CdL          | 2+9             | 0               |                    | -                  | -                  |             | -           | -           | 18     | 0      |
| Totale Shonan Bellmare | Totale Shonan Bellmare | Totale Shonan Bellmare | 17         | 0          |                 | 15              | 0               |                    | -                  | -                  |             | -           | -           | 32     | 0      |
| 2019                   | Avispa Fukuoka         | J2                     | 37         | 0          | CG              | 2               | 0               |                    | -                  | -                  |             | -           | -           | 39     | 0      |
| 2020                   | Shonan Bellmare        | J1                     | 29         | 0          | CdL             | 2               | 0               |                    | -                  | -                  |             | -           | -           | 31     | 0      |
| 2021                   | Shonan Bellmare        | J1                     | 28         | 0          | CG+CdL          | 1+1             | 0               |                    | -                  | -                  |             | -           | -           | 30     | 0      |
| Totale Shonan Bellmare | Totale Shonan Bellmare | Totale Shonan Bellmare | 57         | 0          |                 | 4               | 0               |                    | -                  | -                  |             | -           | -           | 61     | 0      |
| Totale carriera        | Totale carriera        | Totale carriera        | 111        | 0          |                 | 21              | 0               |                    | -                  | -                  |             | -           | -           | 132    | 0      |

| Cronologia completa delle presenze e delle reti in nazionale ― Giappone under 20 | Cronologia completa delle presenze e delle reti in nazionale ― Giappone under 20 | Cronologia completa delle presenze e delle reti in nazionale ― Giappone under 20 | Cronologia completa delle presenze e delle reti in nazionale ― Giappone under 20 | Cronologia completa delle presenze e delle reti in nazionale ― Giappone under 20 | Cronologia completa delle presenze e delle reti in nazionale ― Giappone under 20 | Cronologia completa delle presenze e delle reti in nazionale ― Giappone under 20 | Cronologia completa delle presenze e delle reti in nazionale ― Giappone under 20 |
| Data                                                                             | Città                                                                            | In casa                                                                          | Risultato                                                                        | Ospiti                                                                           | Competizione                                                                     | Reti                                                                             | Note                                                                             |
| -------------------------------------------------------------------------------- | -------------------------------------------------------------------------------- | -------------------------------------------------------------------------------- | -------------------------------------------------------------------------------- | -------------------------------------------------------------------------------- | -------------------------------------------------------------------------------- | -------------------------------------------------------------------------------- | -------------------------------------------------------------------------------- |
| 25-3-2018                                                                        | Giacarta                                                                         | Indonesia under 20                                                               | 1 – 4                                                                            | Giappone under 20                                                                | Amichevole                                                                       | -                                                                                |                                                                                  |
| 22-10-2018                                                                       | Cibinong                                                                         | Thailandia under 20                                                              | 1 – 3                                                                            | Giappone under 20                                                                | Coppa d'Asia AFC Under-19 2018                                                   | -                                                                                |                                                                                  |
| 25-10-2018                                                                       | Cibinong                                                                         | Giappone under 20                                                                | 5 – 0                                                                            | Iraq under 20                                                                    | Coppa d'Asia AFC Under-19 2018                                                   | -                                                                                |                                                                                  |
| 1-11-2018                                                                        | Cibinong                                                                         | Giappone under 20                                                                | 0 – 2                                                                            | Arabia Saudita under 20                                                          | Coppa d'Asia AFC Under-19 2018                                                   | -                                                                                |                                                                                  |
| Totale                                                                           |                                                                                  | Presenze                                                                         | 4                                                                                |                                                                                  | Reti                                                                             | 0                                                                                |                                                                                  |

## Palmarès

### Club

#### Competizioni nazionali
- J2 League: 1

Shonan Bellmare: 2017
- Coppa J. League: 1

Shonan Bellmare: 2018